# 鹽埕堀江商場
22°37′26″N 120°16′46″E / 22.6238217°N 120.2795228°E

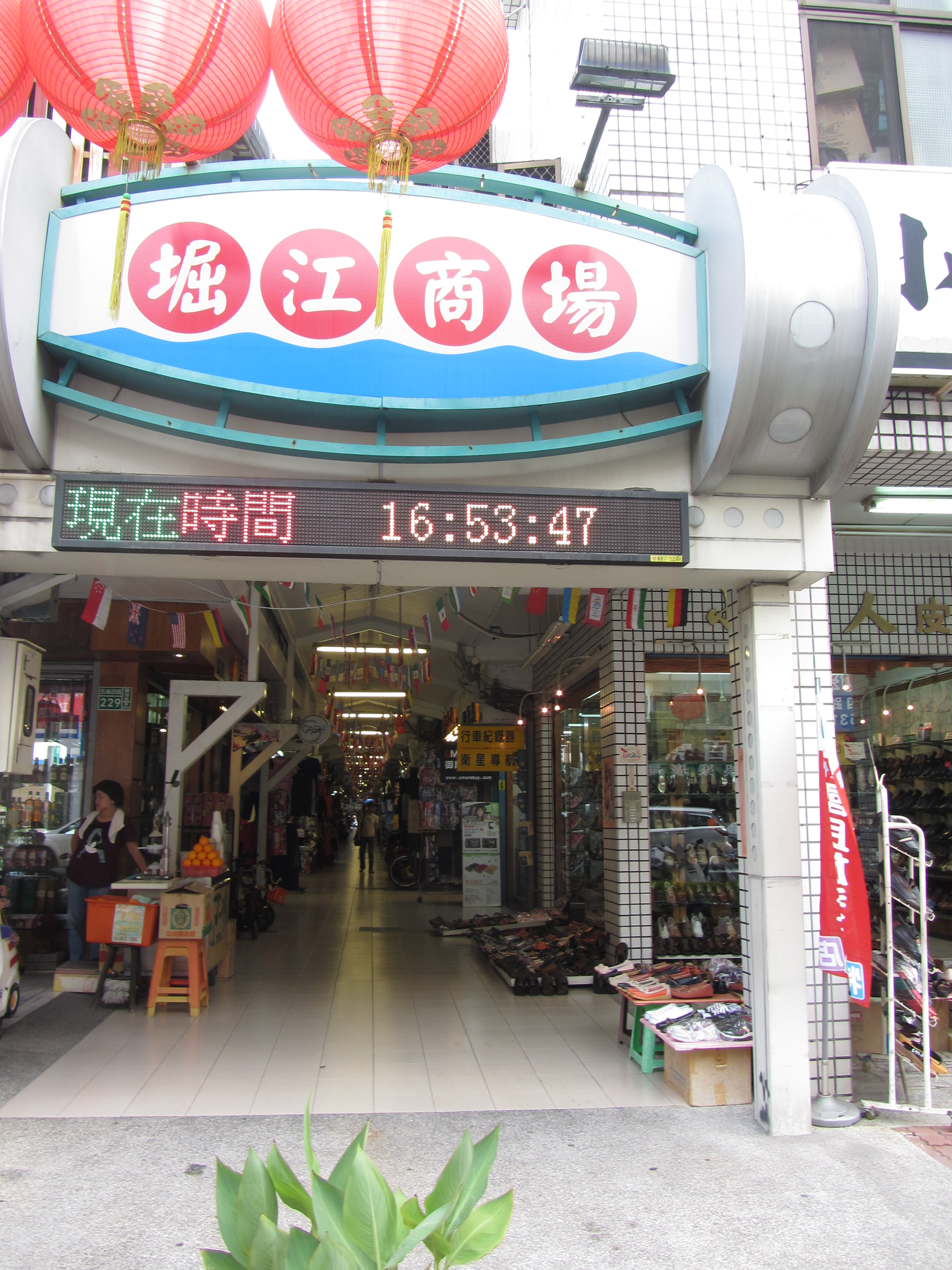
鹽埕堀江商場在五福四路的入口

鹽埕堀江商場（亦稱為堀江商場，（英語：Kuchan Shopping District））是一個位於台灣高雄市鹽埕區的熱鬧商場。堀江商場曾經是全高雄市最熱鬧的商場，後來因為高雄市中心的轉移而導致鹽埕區的沒落，終究使得堀江商場走入衰退期。
商場經營項目多樣，高雄市早期委託行與舶來品集散地區，舶來品有服飾、化妝品、首飾、洋菸酒、中藥、南北貨。

## 外部連結
- 高雄入口網介紹鹽埕堀江商場